# Apteeker Melchior
Apteeker Melchior (tradução literal: Apotecário Melchior) é um filme de mistério histórico estónio de 2022, baseado nos romances de Indrek Hargla. O filme centra-se no boticário Melchior Wakenstede, que resolve crimes na Tallinn medieval. O filme é dirigido por Elmo Nüganen e é a primeira parte de uma trilogia, cujo segundo filme, Apteeker Melchior. Viirastus (Boticário Melchior. Viralidade) foi lançado em agosto e a terceira em outubro, tornando-se a primeira vez na história do cinema da Estónia onde uma trilogia inteira vai estrear dentro de um único ano.
O filme foi feito através de uma cooperação entre a Estónia, Alemanha, Letónia e Lituânia.

## Produção
O filme estava inicialmente programado para estrear em outubro de 2021, mas foi adiado para 15 de abril de 2022 devido à Pandemia de COVID-19.
Os locais de filmagem em Tallinn incluíram o Mosteiro de Santa Catarina, o Jardim do Rei Dinamarquês, a Praça da Câmara Municipal e a rua Pikk Jalg. Algumas cenas também foram filmadas no Castelo de Kuressaare.
O filme é um dos mais bem-sucedidos da história do cinema estónio, com 125 500 espetadores no cinema até 31 de agosto de 2022. É um dos 11 filmes estónios a receber mais de 100 mil espetadores no cinema desde que a Estónia recuperou a independência, em 1991. O filme recebeu um lançamento limitado em Vantaa, Finlândia, com o produtor Veiko Esken citando a resposta como positiva e planeando exibir as sequências em Vantaa também.
O sucesso do filme fez com que o diretor Elmo Nüganen revelasse que a trilogia seria vendida internacionalmente como uma minissérie de seis partes, para além de ter sido vendida à distribuidora alemã Global Screen, para transmissão internacional.

## Elenco
- Märten Metsaviir - Melchior Wakenstede
- Alo Kõrve - Wentzel Dorn
- Maarja Johanna Mägi - Keterlyn Kordt
- Siim Kelner - Clingenstain
- Ken Rüütel - Hinric, o monge
- Marko Matvere - Spanheim
- Martin Kork - Martin
- Mait Malmsten - Rode
- Kristjan Sarv - Rinus
- Andero Ermel - Freisinck
- Franz Malmsten - Kilian
- Henessi Schmidt - Hedwig
- Hendrik Toompere Jr. - Casendrope
- Jaan Pehk - Ditmar
- Gatis Gaga - Ludeke
- Liis Maria Kaabel - Valge Akrobaat
- Loora-Eliise Kaarelson - Rapariga no tribunal
- Amanda Hermiine Künnapas - Serva

## Galeria

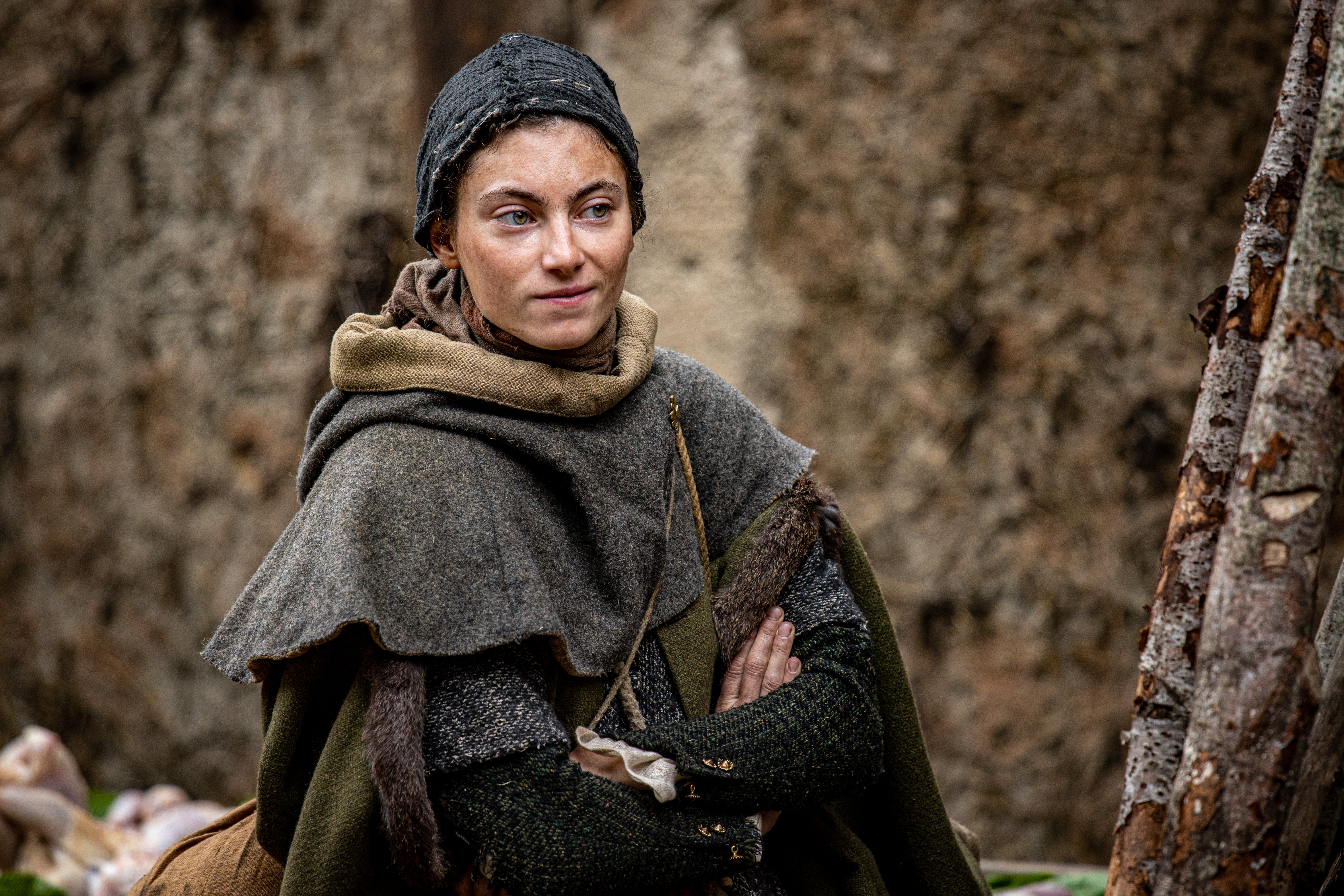
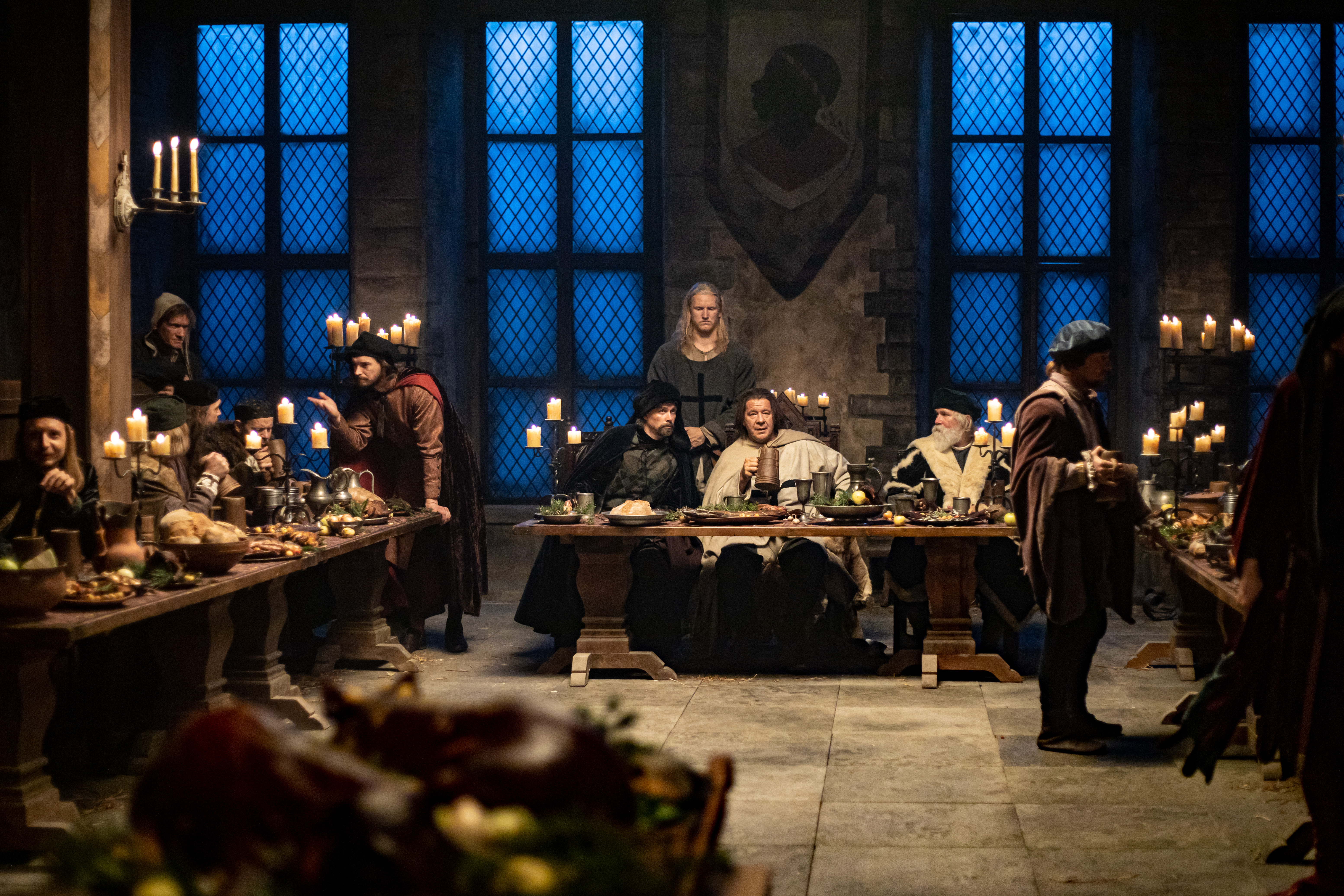
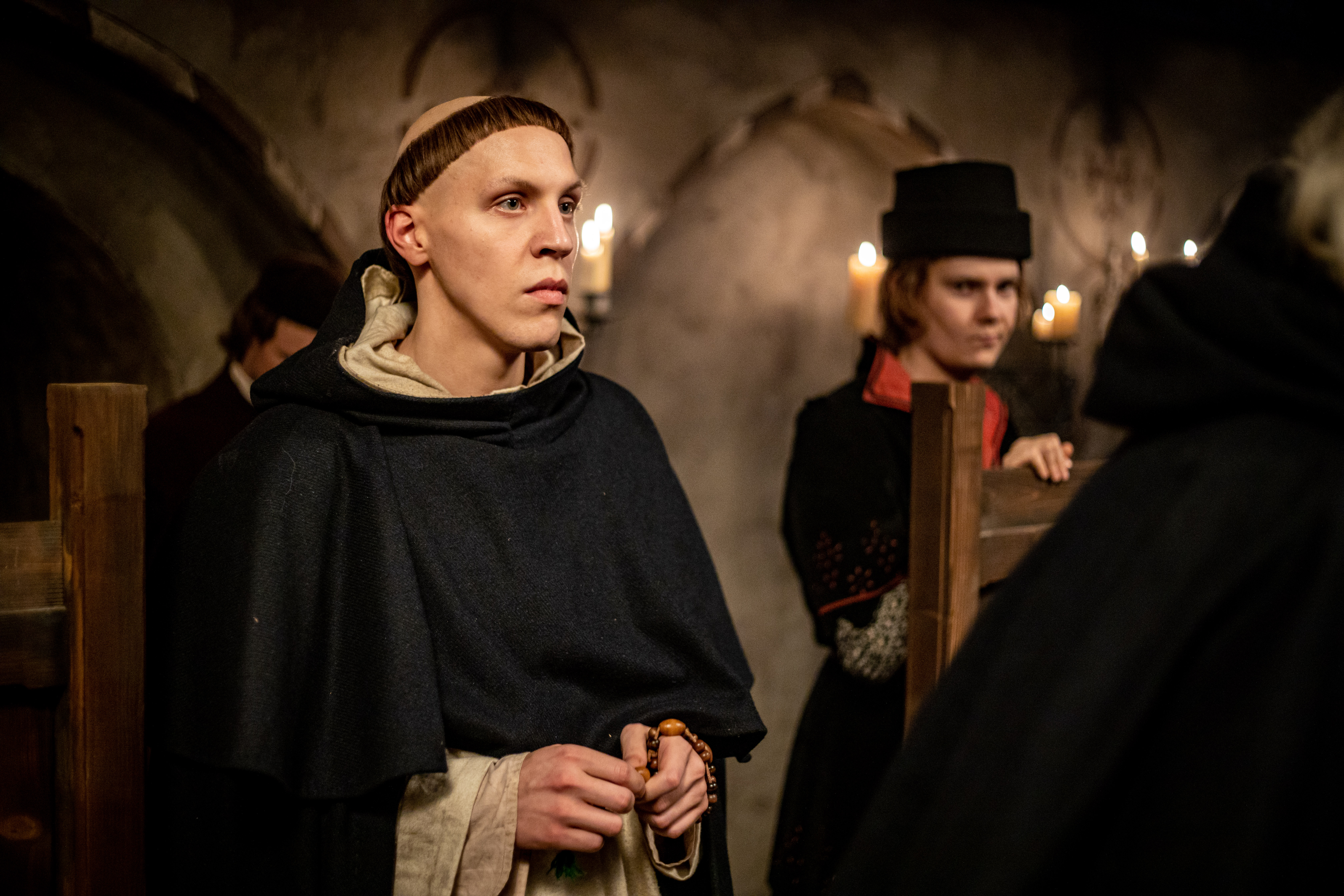
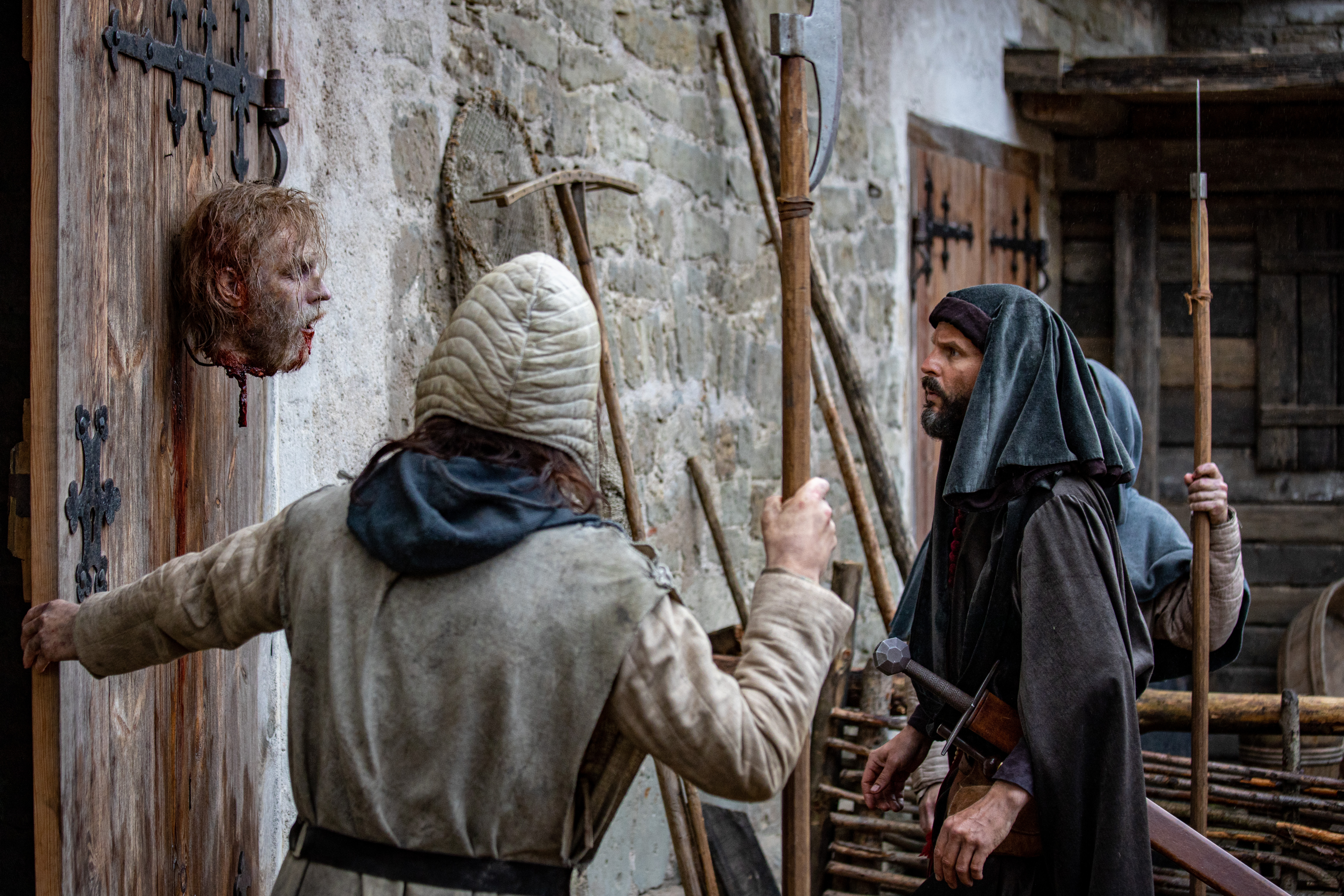
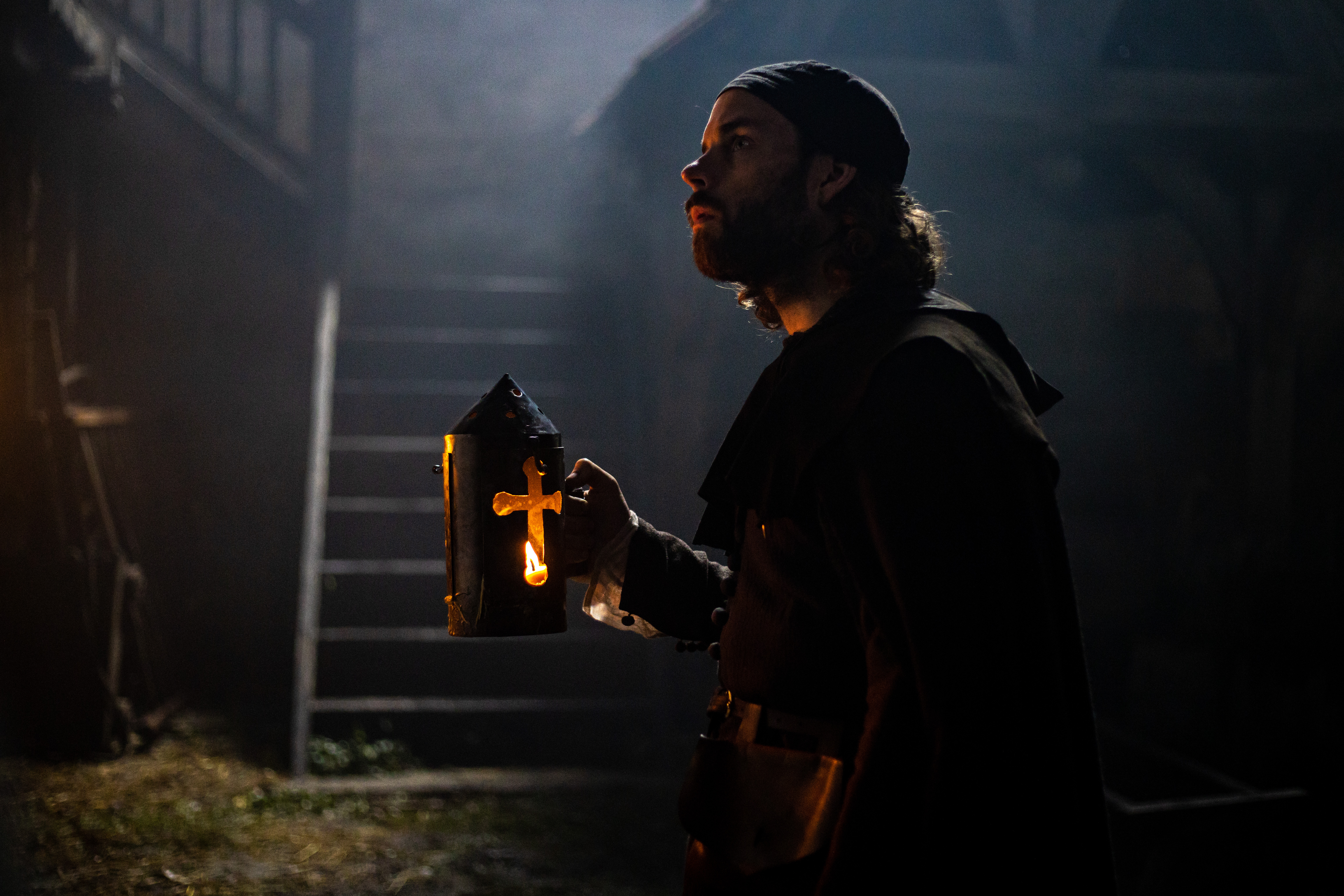
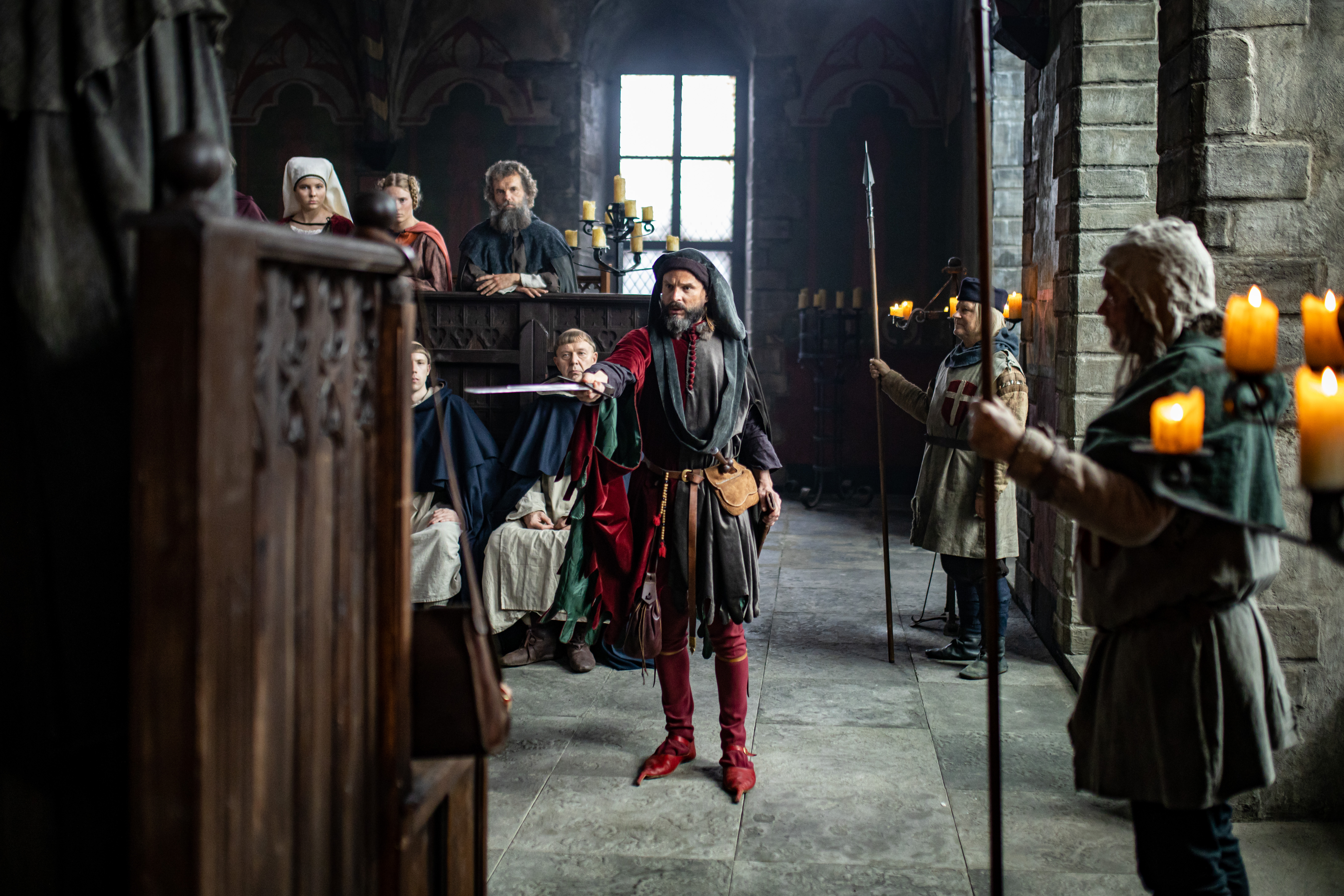
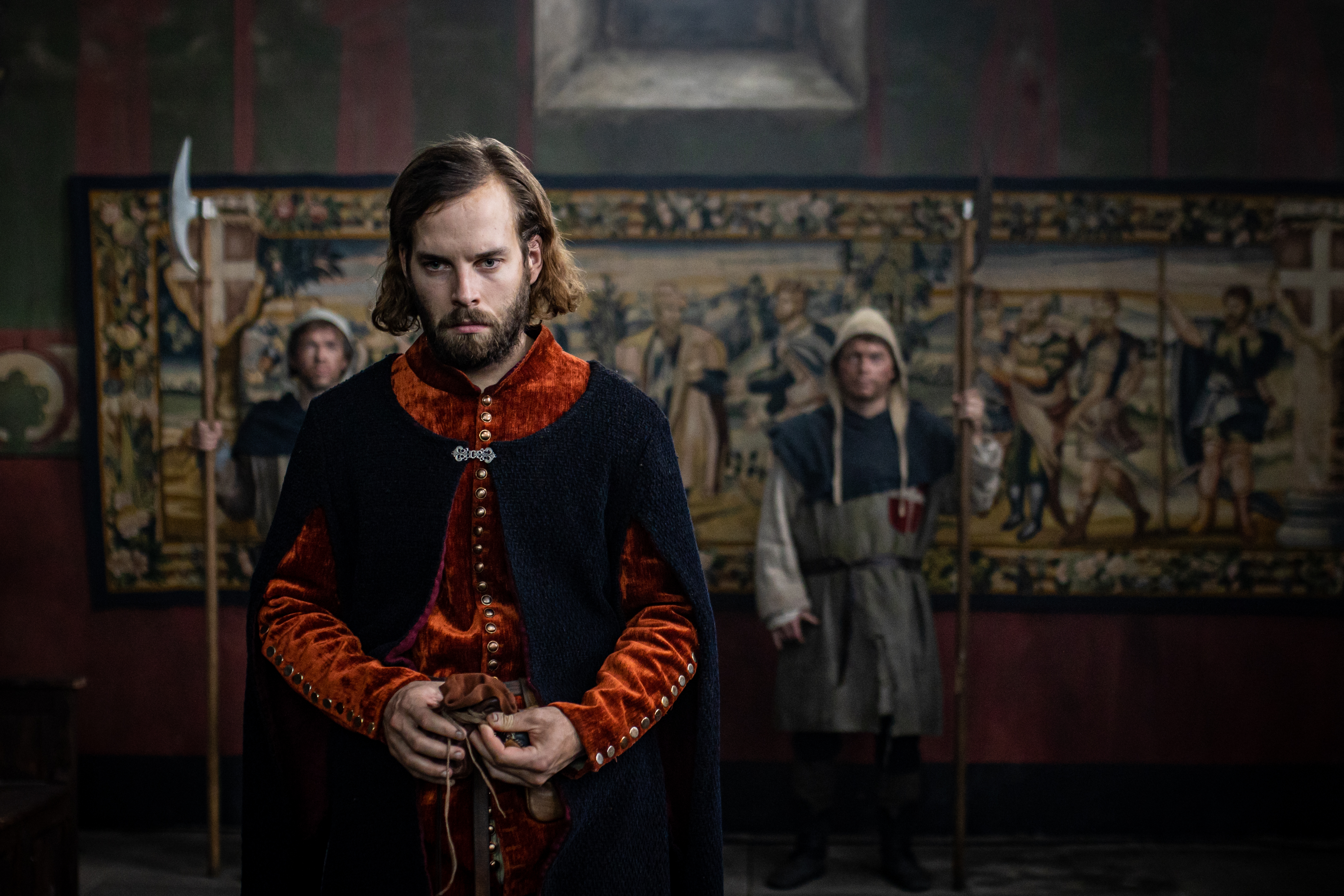
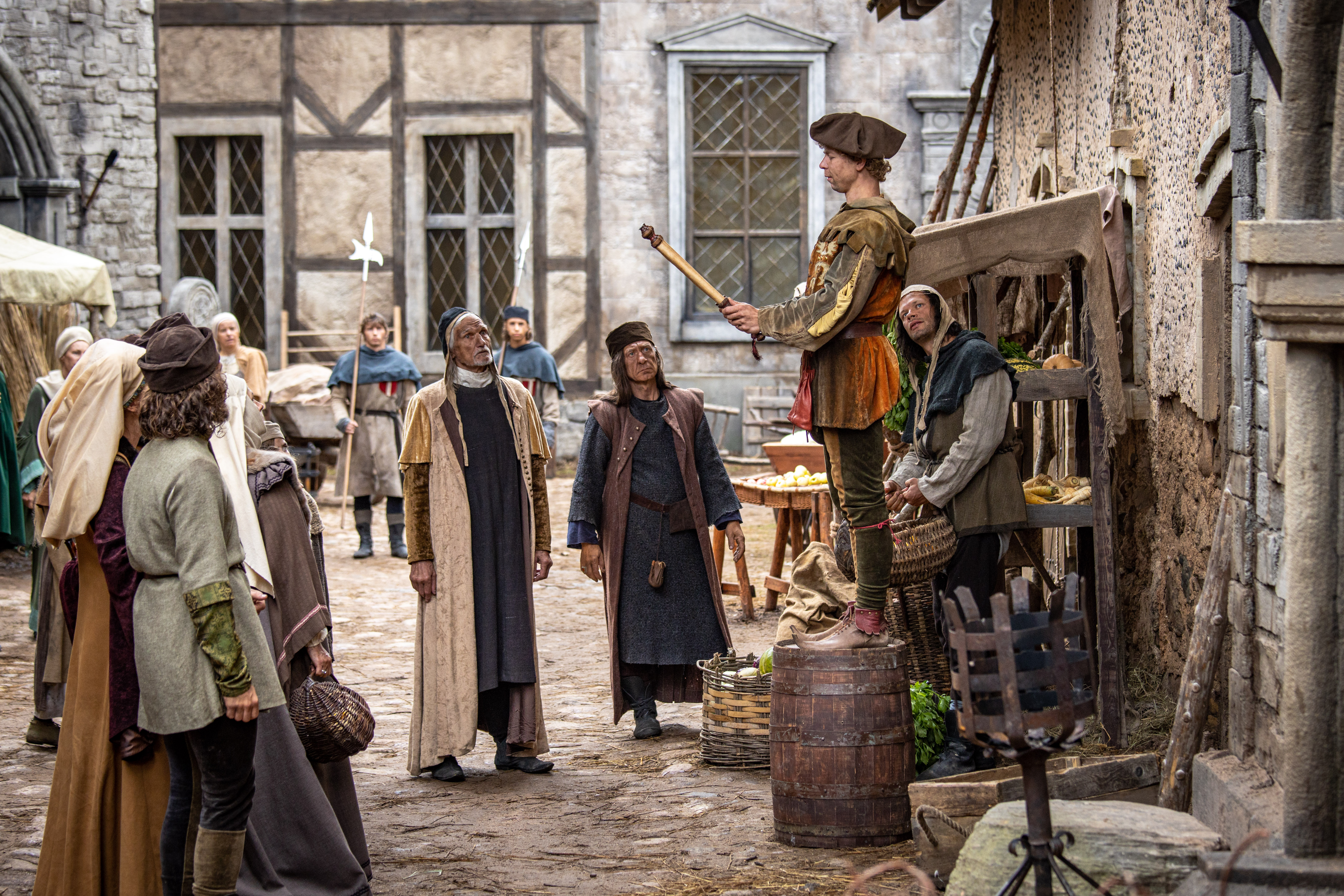
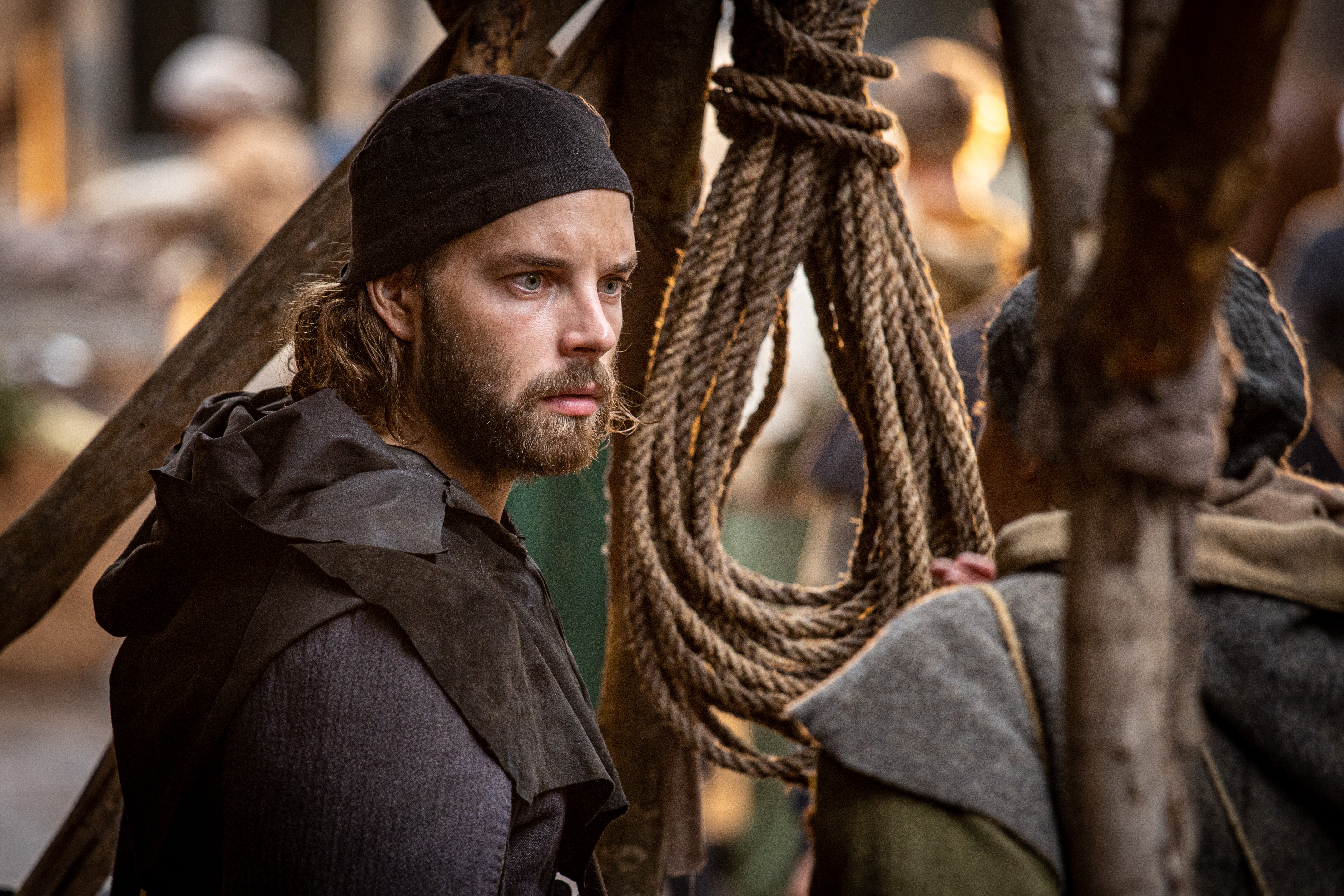
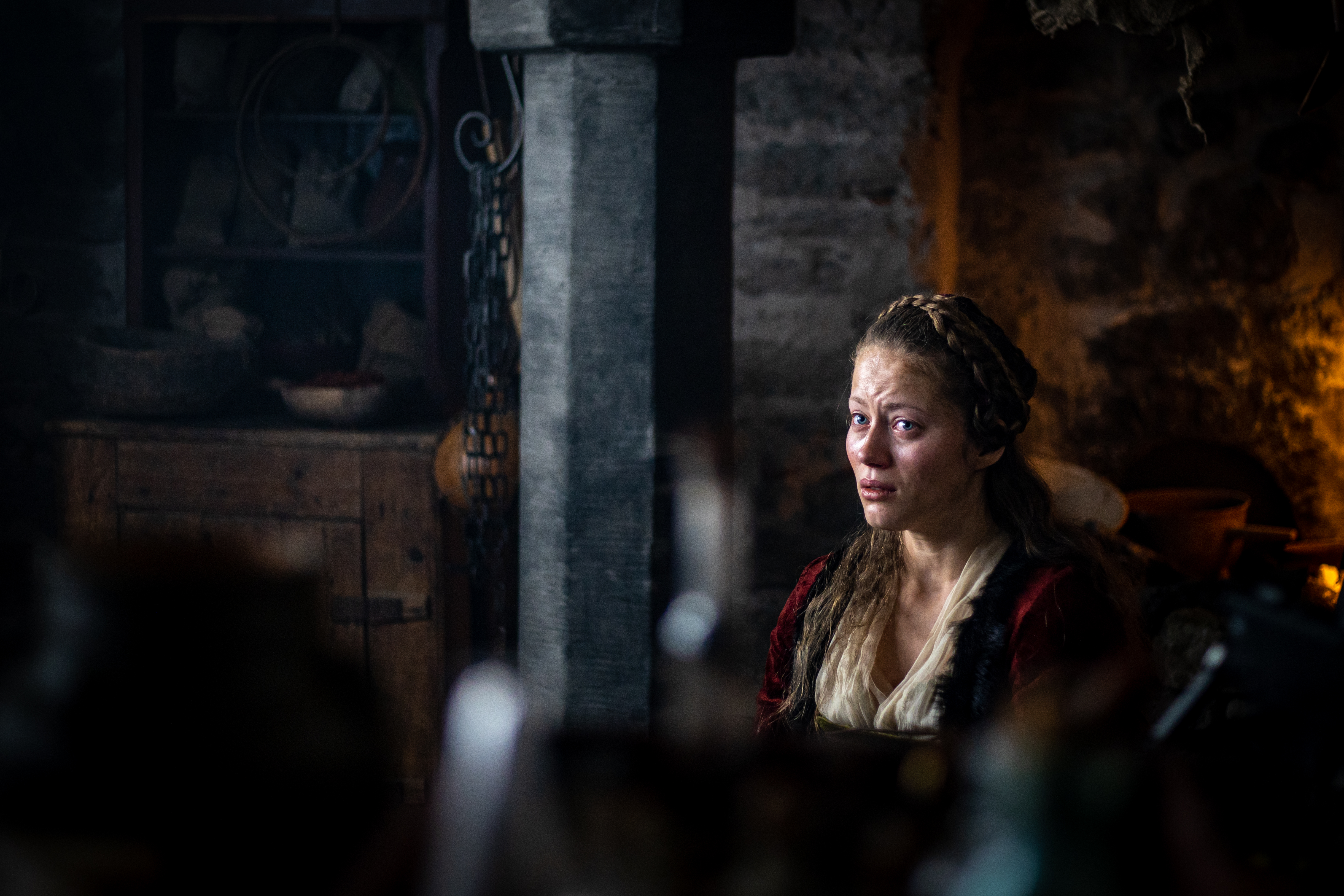
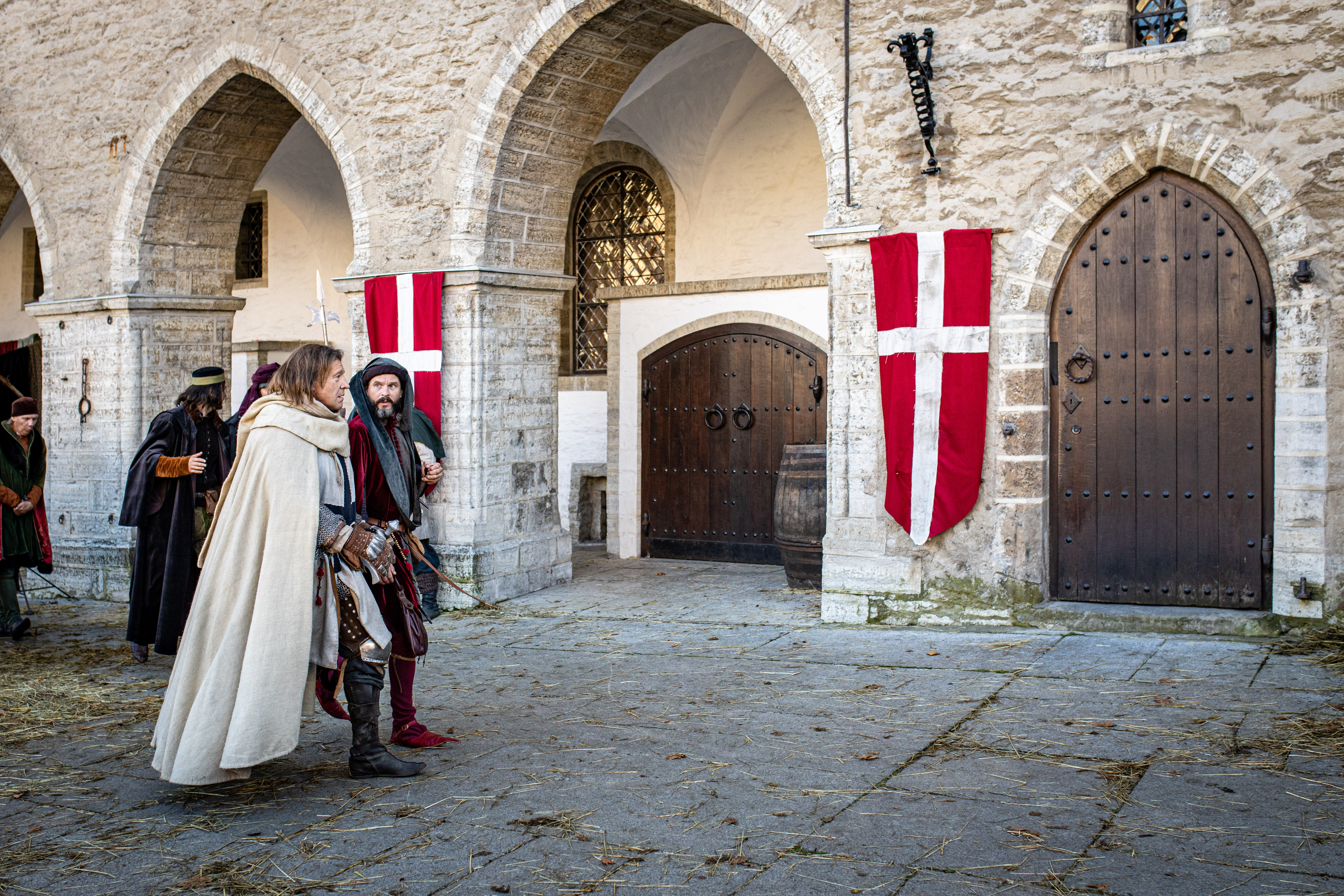
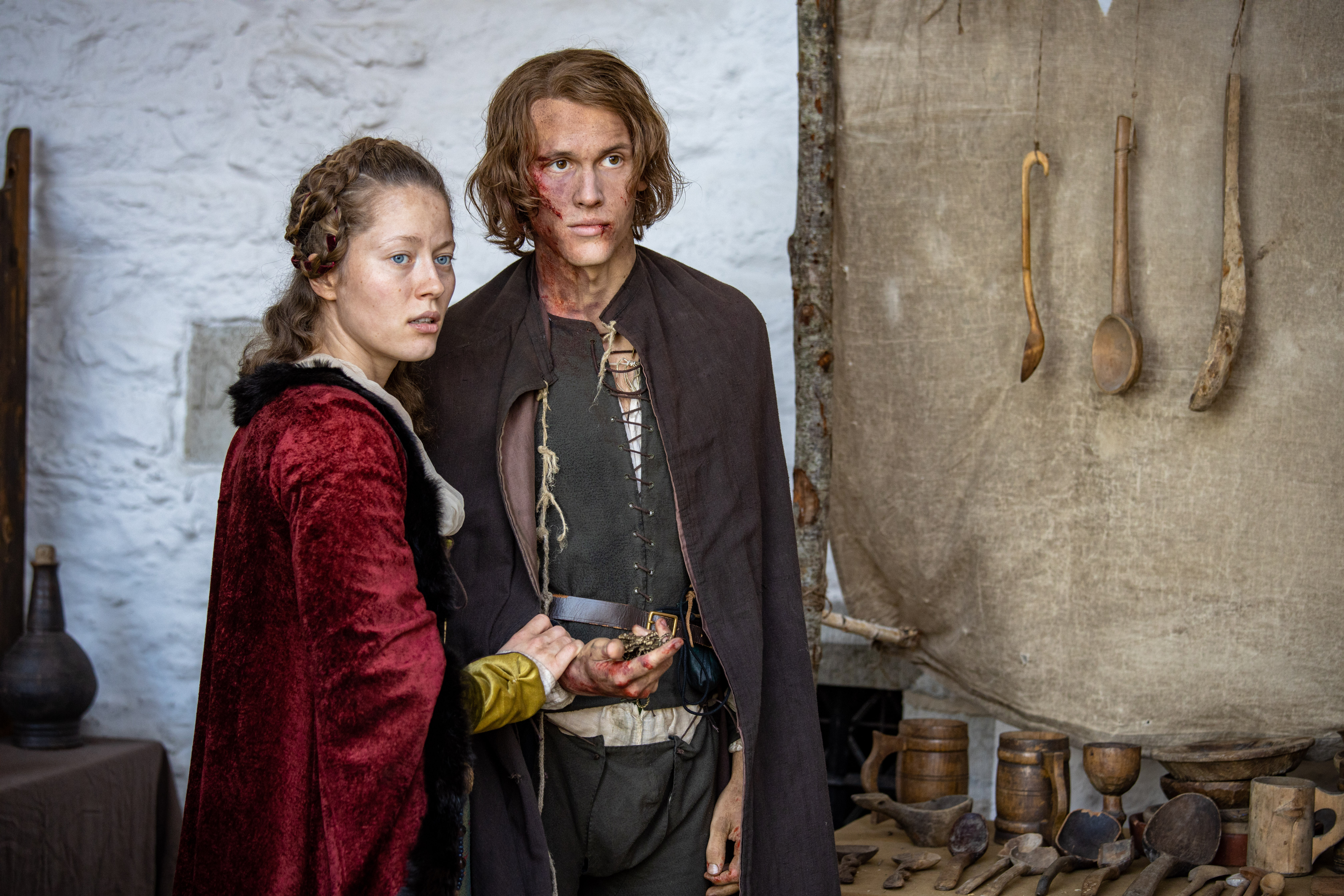
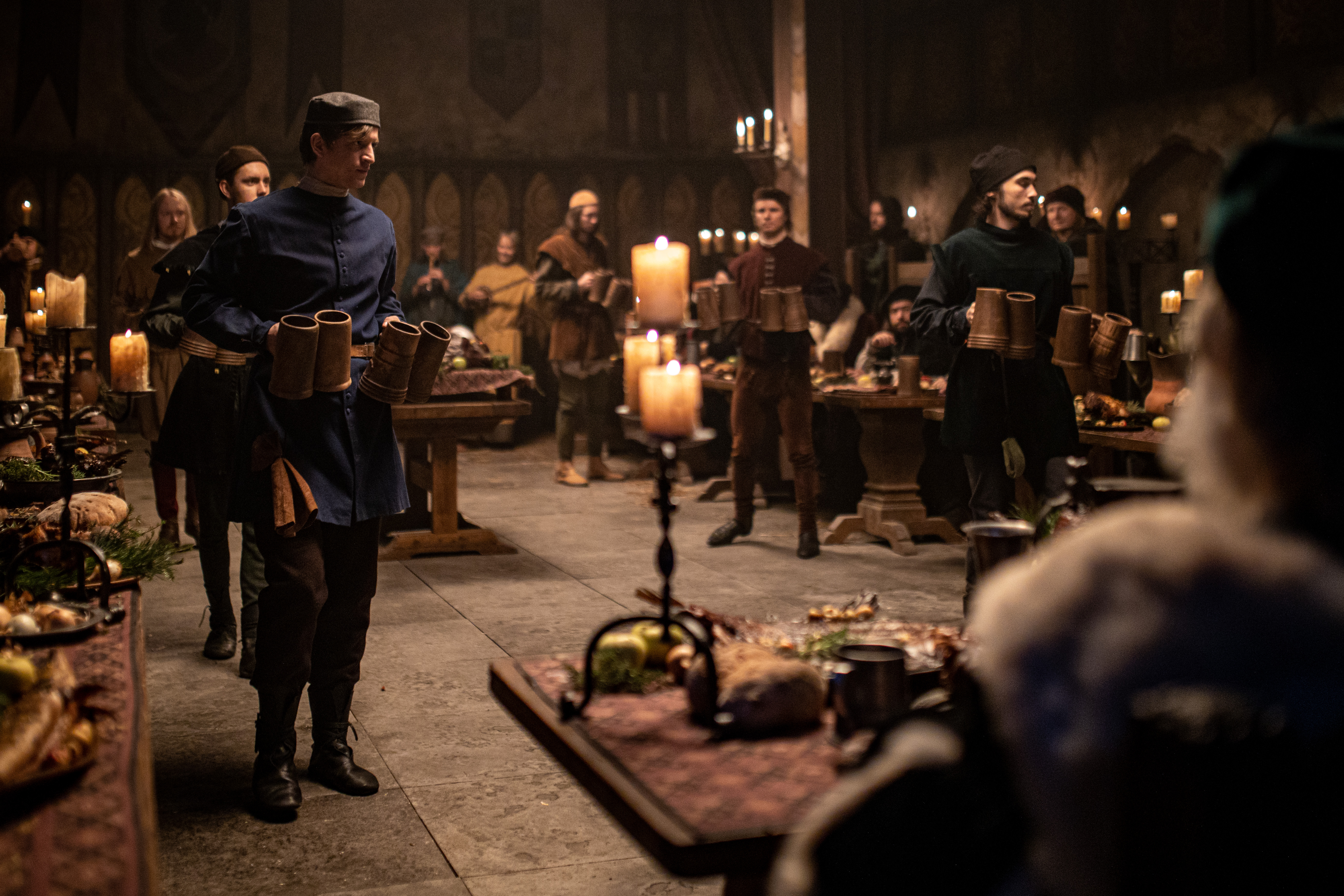

## Série
A trilogia foi transmitida em formato de série televisiva de 6 episódios, em maio de 2023 na Alemanha, através da plataforma de streaming Magenta TV. Em Portugal, a série estreou na RTP2 e foi transmitida aos domingos às 22h, a partir de 9 de fevereiro de 2025. Os episódios são os seguintes:
| # | Título original              | Título em Portugal  | Exibição original | Exibição original       |
| - | ---------------------------- | ------------------- | ----------------- | ----------------------- |
| 1 | "The Prisoner"               | O Prisioneiro       | maio de 2023      | 9 de fevereiro de 2025  |
| 2 | "The Bloodhound"             | O Cão de Caça       | maio de 2023      | 16 de fevereiro de 2025 |
| 3 | "The Ghost"                  | O Fantasma          | maio de 2023      | 23 de fevereiro de 2025 |
| 4 | "The Sixth Toe"              | O Sexto Dedo do Pé  | maio de 2023      | 2 de março de 2025      |
| 5 | "The Inquisition"            | A Inquisição        | maio de 2023      | 9 de março de 2025      |
| 6 | "The Executioner's Daughter" | A Filha do Carrasco | maio de 2023      | 16 de março de 2025     |